# NGC 2536
NGC 2536 هي مجرة حلزونية مع هيكل حلقة داخلية بارز تقع في كوكبة السرطان الذي يتفاعل مع NGC 2535. ويتم ذكرهما معا في أطلس المجرات وهي مجرة غريبة كمثال على مجرة حلزونية عالية السطوع مع الرفيق.

## وصلات خارجية
- NGC 2536 على موقع ويكي سكاي: DSS2, SDSS, GALEX, IRAS, Hydrogen α, X-Ray, Astrophoto, Sky Map, Articles and images